# بوغزال
بو غزال هو حي في المنامة عاصمة البحرين.